# Heilig-Kruiskapel (Bolbeek)

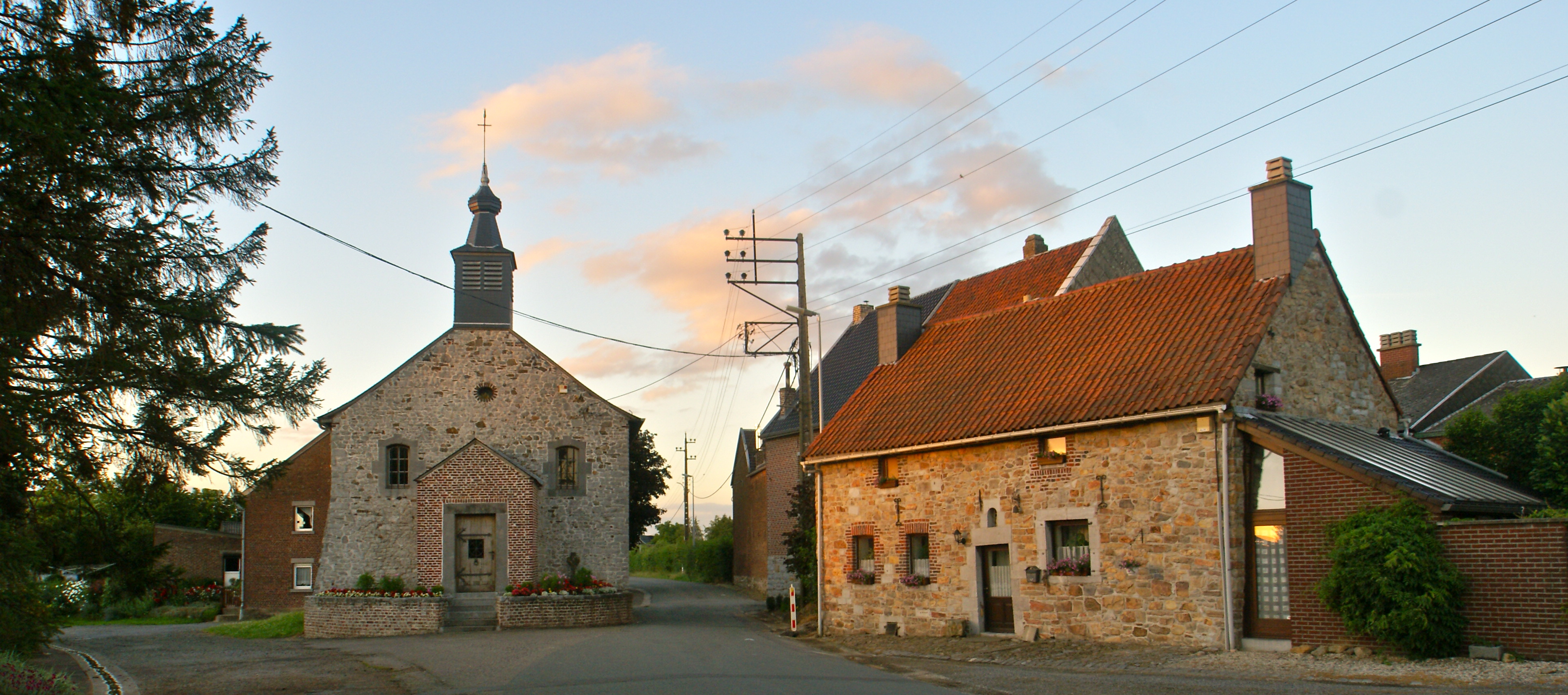
Voorgevel

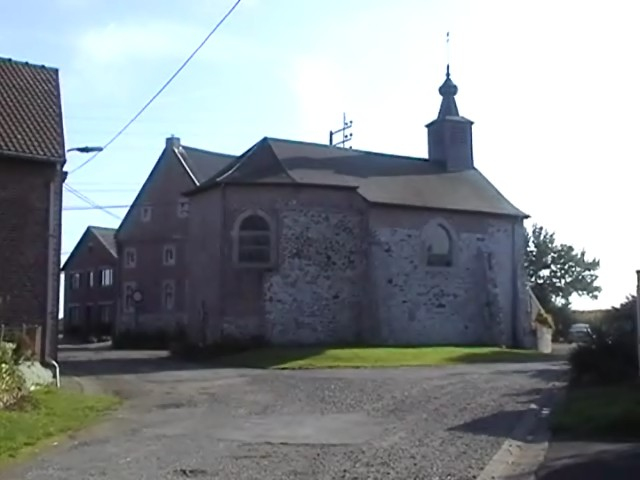
Zijaanzicht

De Heilig-Kruiskapel (Frans: Chapelle de la Tombe of Chapelle de la Sainte-Croix) is een kapel nabij Bolbeek in de buurtschap La Tombe.
Omstreeks 562 versloeg de koning van Austrasië, Sigebert I, de Avaren. Hij zou een klein gedachteniskapelletje hebben gebouwd op het graf van zijn gesneuvelde soldaten. Hier werd uiteindelijk een hermitage gevestigd en in 1644 werd de huidige kapel gebouwd, die nog gerestaureerd werd in de 18e en 19e eeuw. De kapel is gebouwd in kalksteenbrokken (breuksteen) en op de voorgevel is een klokkentorentje geplaatst.
De kapel wordt bezocht door bedevaartgangers die genezing zoeken van ziekten, en vooral van koortsen.